# Rivière Ouasiemsca
Der Rivière Ouasiemsca ist ein rechter Nebenfluss des Rivière Mistassini in der kanadischen Provinz Québec.

## Flusslauf
Der Rivière Ouasiemsca fließt in der Verwaltungsregion Saguenay–Lac-Saint-Jean. Er entspringt nördlich des Lac Fleuricourt, etwa 60 km östlich des Lac Mistassini, auf einer Höhe von 500 m. Der 32 km lange Oberlauf bis zur Mündung in das Ostufer des Lac Fleuricourt weist ein stark mäandrierendes Verhalten mit zahlreichen engen Flussschlingen auf. Der Fluss verlässt den Lac Fleuricourt an dessen südlichem Seeende. Der Rivière Ouasiemsca fließt noch 193 km in südlicher Richtung durch den Kanadischen Schild in der MRC Maria-Chapdelaine. Die beiden Flüsse Rivière Nestaocano (westlich) und Rivière Mistassini (östlich) verlaufen parallel zum Mittellauf des Rivière Ouasiemsca. Westlich der Gemeinde Girardville wendet sich der Fluss nach Osten und mündet schließlich etwa 25 km westlich von Dolbeau-Mistassini in den Rivière Mistassini. Der Fluss hat eine Länge von zirka 234 km. 

## Freizeit
Die unteren 135 km des Rivière Ouasiemsca bieten sich für eine Kanutour an.